# Тиса
Тиса (на украински: Тиса; на румънски: Tisa; на унгарски: Tisza; на словашки: Tisa; на сръбски: Tisa) е голяма река в Европа, протичаща по територията на Украйна (Закарпатска област), Румъния (окръг Марамуреш), Словакия (Кошицки край), Унгария (области Саболч-Сатмар-Берег, Боршод-Абауй-Земплен, Хайду-Бихар, Хевеш, Яс-Надкун-Солнок, Бач-Кишкун и Чонград) и Сърбия (автономен край Войводина), ляв приток на Дунав. Дължината ѝ е 966 km (с дясната съставяща я река Черна Тиса – 997 km), а площта на водосборния ѝ басейн – 157 186 km².

## Географска характеристика

### Извор, течение, устие
Река Тиса се образува от сливането на двете съставящи я реки Лазешчина (лява съставяща) и Черна Тиса (дясна съставяща), извиращи от югозападните склонове на Източните Карпати на 650 m н.в. в центъра на селище Ясиня, в източната част на Закарпатска област на Украйна.
След образуването си Тиса тече в южна посока в дълбока и тясна долина. При украинското село Деловое завива на запад и в протежение от около 60 km служи за граница между Украйна и Румъния. След град Тячев Тиса отново изцяло навлиза на украинска територия и продължава в северозападна посока. При град Хуст излиза от планината, завива на югозапад и навлиза в североизточната част на Среднодунавската низина. При украинското селище Вилок завива на запад и на протежение около 25 km е гранична река между Украйна и Унгария, след което при украинското село Бодолов изцяло навлиза на унгарска територия. При град Вишарошнамен Тиса завива на север, а след украинския град Чоп – на югозапад и запазва това си генерално направление до унгарския град Солнок. В този участък на протежение около 20 km реката служи за граница между Унгария и Украйна, а след това на протежение около 6 km – за граница между Унгария и Словакия, след което изцяло навлиза ва унгарска територия. Тук долината ѝ става широка и плитка, а коритото ѝ силно меандрира. След град Солнок Тиса завива на юг и запазва това направление до устието си. На 10 km южно от унгарския град Сегед напуска Унгария и навлиза на сръбска територия. Влива се отляво в река Дунав на 70 m н.в. срещу сръбското село Сланкамен, разположено но десния бряг на Дунав.

## Водосборен басейн, притоци

### Водосборен басейн
На запад водосборният басейн на Тиса граничи с водосборните басейни на малки и къси леви притоци на Дунав, на северозапад – с водосборните басейни на реките Ипел, Плон и Вах (леви притоци на Дунав), на север – с водосборния басейн на река Висла (от басейна на Балтийско море), на североизток – с водосборния басейн на река Днестър (от басейна на Черно море), а на изток, югоизток и юг – с водосборните басейни на реките Прут, Сирет, Олт, Жиу, Черна, Нера и Тимиш (леви притоци на Дунав). В тези си граници площта на водосборния басейн на реката възлиза на 157 186 km², от които 46% са на територията на Румъния, 30% на територията на Унгария, по около 10% на териториите на Украйна и Словакия и 4% на територията на Сърбия.

### Притоци
Река Тиса получава множество малки и големи притоци:
- леви притоци – Вашеу, Иза (80 km), Тур, Самош (рум. Сомеш, 418 km), Кьорьош (91 km), Марош (рум. Муреш, 803 km), Златица (рум. Аранка), Бечей;
- десни притоци – Тересва (56 km), Рики (92 km), Боржава (106 km), Бодрог (словашки и укр. Латорица, 188 km), Шайо, Егер, Лашка, Задва (179 km), Герьо, Кьорьош (70 km), Ник.[2]

## Хидроложки показатели
Река Тиса има смесено подхранване, предимно снежно-дъждовно. Пълноводието е през месеците март и април, но често явление са епизодичните летни прииждания в резултат на поройни дъждове във водосборния ѝ басейн, които причиняват големи наводнения в долината ѝ. Замръзва само в студени зими за период от 1 до 2,5 месеца. Средният годишен отток на реката през сръбския град Сента е 810 m³/sec.

## Стопанско значение, градове
В средното и долното течение водите на Тиса масово се използват за напояване, питейно и промишлено водоснабдяване. От нея наляво и надясно се отклоняват множество големи напоителни канали в равната унгарска низина Алфьолд. При град Тисальок в Унгария е построена ВЕЦ „Тисальок“, а в близост до унгарския град Кишкьоре е изградена преградната стена на големия язовир „Кишкьоре“, в основата на която е ВЕЦ „Кишкьоре“. Плавателна е за плиткогазещи съдове до град Тисакарад в северозападната част на Унгария.
По течението и долината на река Тиса са разположени стотици малки и големи населени места. По-големите градове са следните:
- Украйна – Рахов, Тячев, Хуст, Виноградов, Чоп;
- Румъния – Сигет (Сигету-Мармацией);
- Унгария – Вашарошнамен, Тисакарад, Токай, Тисайоварош, Тисафюред, Солнок, Сегед;
- Сърбия – Канижа, Сента, Ада, Бечей, Нови Бечей.[2]

## История
Според една стара шеговита мъдрост „една трета от Тиса се състои от риба и две трети – от вода“. Предполага се, че близо до устието на Тиса е погребан хунският вожд Атила, наречен „Бич Божи“. Според преданието тялото му било поставено в три ковчега, вместени един в друг – бронзов, сребърен и златен. Мястото на погребението се държало в тайна. Робите, които издигнали могилата, били избити. С помощта на геофизически прибори унгарски и югославски археолози установили, че близо до град Сента под надгробна могила има масивен метален предмет, който предстои да бъде изследван.
При устието на река Кьорьош, на 4 km от Сланкамен, на пясъчен остров е била изградена „Водната крепост“ Харам, на унгарски – Уйпаланка (Нова Паланка), спомената през 1478 г. с името Каструм Харам. От нея са запазени части от каменни стени и кули.